# 雲の階段
『雲の階段』（くものかいだん）は、渡辺淳一による日本の小説。

## あらすじ
過疎の島・美琴島には診療所があったが、深刻な医師不足に陥っていた。診療所の事務員・三郎は無免許ではあるものの、診療所の医師に代わって医療行為を行うが、診療所の看護師長・事務長は三郎の行為を苦々しく見ていた。
そんな彼を唯一暖かく見守るのは、看護師・明子。ある日のこと、島に急患が搬送されてきた。その患者は、東京の大病院の院長令嬢・亜希子。子宮外妊娠していた。院長は不在。折からの暴風雨でドクターヘリもたどり着かない状況のため、三郎はやむなく明子を助手にして執刀。程なくして、亜希子は回復。その後、再び島へ訪れた亜希子から「手術痕を治して欲しい」と頼まれ、再びメスを握る三郎。こうして、二人の「アキコ」は三郎をめぐって複雑な三角関係に陥り、長い愛の闘いが始まった…

## 書誌情報
- 連載〈週刊現代〉：1978年1月1日号 - 1979年5月31日号
- 単行本〈講談社〉：1982年11月発行
- 文庫本〈講談社文庫〉：1985年12月15日発行、[上] ISBN 4-06-183649-8 / [下] ISBN 4-06-183650-1
- 文庫本〈角川文庫〉：1992年5月21日発行、[上] ISBN 4-04-130729-5-C0193 / [下] ISBN 4-04-130730-9-C0193
- 文庫本・新装版〈講談社文庫〉：2013年3月15日発行、[上] ISBN 978-4-06-277207-5 / [下] ISBN 978-4-06-277208-2

## テレビドラマ（日本版）

### 1983年版
『雲の階段 ニセ医師をめぐる女二人』のタイトルで、1983年12月5日にテレビ朝日系列の『月曜ワイド劇場』枠（21:02-22:48）にて放送。舞台となった「東京都家島」は伊豆諸島式根島で撮影している。

#### キャスト（1983年版）
- 相川三郎 - 小野寺昭
- 田坂亜希子 - 叶和貴子
- 鈴木幸子 - 増田恵子
- 田坂雄一郎 - 芦田伸介
- 島崎タエ - 滝奈保栄
- 村木所長 - 下川辰平
- 山中太三郎 - 北村総一朗

#### スタッフ（1983年版）
- 原作 - 渡辺淳一
- 脚本 - 橋本綾
- 音楽 - 津島利章
- 演出 - 須川栄三
- 制作 - 大映映像、テレビ朝日

### 2013年版
日本テレビ系列の『水曜ドラマ』枠（毎週水曜日22:00 - 22:54、JST）で2013年4月17日から6月19日まで放送された日本のテレビドラマ。主演は長谷川博己。
長谷川は、『家政婦のミタ』以来1年半ぶりに『水曜ドラマ』に出演する。また、日本テレビの連続ドラマでは初主演である。
作中の主な舞台となる「美琴島」のシーンは、伊豆諸島に属する新島村式根島で撮影された。原作者・渡辺淳一の生前に映像化された作品としては最後のものとなった。

#### キャスト（2013年版）

##### 主要人物
相川 三郎 → 田坂 三郎〈35〉
演 - 長谷川博己
過疎の離島で医師不足に悩む診療所に勤める事務員。東京立川から島へ流れ住み、ボトルシップを作る手先の器用さと、外科医向きな指が長く綺麗なことから所長に見込まれるようになる。簡単な医療行為から手術の執刀が出来るようになるまで、所長から外科医術を学んでいく。亜希子の緊急手術を執刀した事で、周囲の状況が一変し、三郎に好意を抱いた亜希子から請われ、本物の医師として田坂総合病院に勤務することを決断し上京。
田坂総合病院で外科医師として働き始め、亜希子と結婚。田坂院長から副院長就任を打診され副院長に就任。何者かの怪文書により院長に無資格医であることがばれてしまうがそれ以前に院長は知っていた。三郎の秘密を知っているのは院長と事務局長のみで以前と変わらず副院長としての責務を果たすよう院長から命じられる。その後、経験したことが無い血管外科手術を断行した結果失敗し、田坂院長から今後一切の医療行為を禁じられる。
物語終盤、事故にあった妻・亜希子の手術を執刀するが、手術終了後、医師法違反容疑で警察に逮捕され、執行猶予付きの有罪判決を受けた。最終回で釈放後、雄一郎にメスで刺され倒れる。エピローグではアメリカとおぼしき地で子供たちに医療行為を施す様子が描かれ、生きていたことを示唆させているが実際の生死は不明。
鈴木 明子〈39〉
演 - 稲森いずみ（少女期：秋月三佳）
美琴島診療所看護師。東京で看護師免許を取得。父が病を発症し、看病・介護で献身的に支えるが他界。周りの職員が三郎の外科的処置を反対する中で唯一、肯定する。三郎と交際していたが、彼が上京したことで別離。だが、妊娠していたことが判明し、深く愛した三郎との子供を流産した悲しみで、一時行方不明となっていたが、田坂総合病院の看護師として再び三郎の前に姿を表す。
田坂 亜希子〈22〉
演 - 木村文乃
三郎の妻。田坂総合病院の令嬢。大学の友達と美琴島へ遊びに来た際に子宮外妊娠の病状が悪化、腹腔内出血で命の危険に晒され、診療所の医師が不在の中、三郎が緊急開腹手術を施し奇跡的に命を取り留める。三郎に惹かれていき、自分の父が院長を務める田坂総合病院で働かないかと彼を誘う。三郎が上京したのち結婚し、その後妊娠が判明した。
一時、三郎が失踪した際に父院長から三郎が「無資格医である」事を打ち明けられる。帰京した三郎を問い詰め、事実だと知りショックを受ける。
物語終盤、建築現場に居合わせたときに資材の落下事故に巻き込まれて、母子共に危険な状態となるが三郎の手術を受け、命を繋ぎとめる。

##### 美琴島診療所
高岡 洋平〈39〉
演 - 萩原聖人
薬剤師。明子の幼馴染で明子に恋心を抱いていた。当初は三郎の良き相談相手だったが、彼が明子の気持ちを踏みにじり裏切ったことで、三郎に精神的苦痛を与えるため東京に上京する。一時島に帰った三郎を追い掛けて、手を使い物にならなくなるようにしようとしたが、その瞬間を明子に目撃され、意図せず助けに入った彼女の腕を刺してしまう。
垂水 節子〈51〉
演 - キムラ緑子
看護師長。職員の中で誰よりも強く三郎の外科的処置や診察について反対する。
川合 ゆかり
演 - 中別府葵
看護師。
加藤 真紀子
演 - 和泉佑三子
事務員。
宮坂 静雄〈54〉
演 - 半海一晃
事務長。
村木 英次〈58〉
演 - 大友康平
所長。自分が倒れたときに診療所が医師不在になる状況を危惧し、三郎が持っている外科医の素質を見出し、後継者・医師として育てることを決心する。

##### 美琴島の人々
武村 健吉
演 - ラサール石井
美琴島村長。将来、診療所を無資格医に任せることになる事態を危惧した事務長の宮坂に依頼され、医師免許を持った新しい医師を探してくる。

##### 田坂総合病院
田坂 雄一郎〈58〉
演 - 内藤剛志
院長。亜希子・沙希子の父。娘が遊びに行った島で倒れたと聞き容体を心配するが、三郎の説明で適切な処置が施されたことを知り、三郎の外科手技に関心し興味を持つ。
三郎が手術を成功させた民自党の片岡幹事長から主治医にしたいという要請もあり、三郎のことを密かに調べ、彼が医師免許を未取得どころか医大すら出ていない“無資格医”という驚愕の事実を知ってしまう。しかし、三郎が赴任早々に民自党幹事長の手術を行ったことが、知らなかったとはいえ“無資格医が手術をした”という事実がばれては病院の存続問題に発展することや、自分の病院内での権力を高めるためにも、この事実を公表せず娘婿の三郎を以前と変わらず副院長として働かせることを決める。
田坂 芳江
演 - 多岐川裕美
雄一郎の妻。亜希子・沙希子の母。田坂総合病院の理事長を務め、病院全体の実権と人事権を掌握している。
田坂 沙希子〈16〉
演 - 優希美青
田坂家の次女。亜希子の妹。
野上 雅樹〈31〉
演 - 青柳翔
外科医。亜希子の元婚約者。亜希子の妊娠は彼との婚約中であったが、彼は父親ではない。
高宮 麻里〈33〉
演 - 市川実和子
外科医。雄一郎の愛人。
我孫子 進〈46〉
演 - デビット伊東
外科医。
石黒 俊彦〈45〉
演 - 佐野圭亮
麻酔科医。
池上 眞由美〈46〉
演 - 秋山菜津子
看護師長。
伊藤 美加
演 - 柏木美里
外科病棟看護師。
金川 順子
演 - 渋谷飛鳥
オペ室看護師器械出し。
久恒 和男〈55〉
演 - 金田明夫
事務局長。突然事務室に届けられた怪文書により三郎の経歴を調べ彼が無資格医という事実を知ってしまうが、院長の指示により公表はしなかった。そのため、院内では院長・明子を除き、唯一“相川三郎は無資格医”という事実を知っている人物。

##### その他
相川 喜美枝
演 - 加賀まりこ
三郎の母親。夫は金属加工会社相川旋盤工場を経営。

##### ゲスト
塚本 舞
演 - 咲世子（第1話）
亜希子の友人。
長谷部 絹代
演 - 森康子（第2 - 3・8話）
美琴島島民。高血圧と狭心症の患者。新しく診療所に赴任した山中医師が服用する薬を2つから4つに増やしたことで、食欲減退が起きる。
森本
演 - 河西健司（第2話）
美琴島の巡査。
山中 孝志
演 - 田中哲司（第3 - 4話）
立南医科大学医学部卒。宮下記念病院から美琴島診療所に出向して来た外科医。医師としての技量は無資格医の三郎より劣っており、急性虫垂炎患者の後腹膜に落ち込んだ虫垂が見つけられず、緊急手術が難航し、死に至らしめる状態まで悪化させる。
五島 直哉
演 - 武田航平（第5話）
亜希子の高校時代の同級生。
相川 則夫
演 - 深水三章（第5話）
三郎の叔父。三郎・亜希子の結婚式に列席する。
相川 千賀子
演 - 根岸季衣（第5話）
三郎の叔母。三郎・亜希子の結婚式に列席する。

山本 竜二
演 - やべきょうすけ（第6 - 7話）
過去に三郎とバーを共同経営していたが売上金35万円と共に三郎が消えたため、彼が金を盗んで逃げたのではないかと疑っている。高岡から得た情報で三郎を揺すり続けようと考えていたが、亜希子に暴行の瞬間を目撃される。
佐竹 美代子
演 - 高柳葉子（第7話）
世界的に権威がある名誉教授の診断で余命宣告されていたが、その診断に不服を申し立てセカンド・オピニオンを希望する。大学病院から紹介してもらった田坂総合病院を訪れ、三郎の診察を受ける。
佐竹 逸郎
演 - 須永慶（弟7話）
美代子の夫。
折原 キヨ
演 - 市川千恵子（第7話）
田坂総合病院に通院している。三郎の患者。
杉原
演 - 渡辺憲吉（第9話）
刑事。
江藤 和正
演 - 木村靖司（最終話）
検事。
宇佐美 典夫
演 - 宇納佑（最終話）
弁護士。

#### スタッフ（2013年版）
- 原作 - 渡辺淳一『雲の階段』（講談社文庫）
- 脚本 - 寺田敏雄
- 音楽 - coba
- 演出 - 猪股隆一、岩本仁志、吉野洋、日暮謙
- 主題歌 - B'z「核心」（VERMILLION RECORDS）[3][4]
- 構成協力 - 根本ノンジ
- 演出補 - 伊藤彰記
- サウンドデザイン - 石井和之
- タイトルバック - 熊本直樹、竹久正記
- CG - 田崎正一
- 特殊造形 - 奥山哲志
- 特殊メイク - 梅沢壮一
- ボトルシップ協力 - 磯部郁夫、秦鐘治
- アクション指導 - 梅津正彦
- 料理コーディネート - 赤堀博美
- 医療監修 - 中澤暁雄、山本昌督、會澤芳樹、成井諒子
- 看護指導 - 石田喜代美
- 法律監修 - 平岡敦
- 企画協力 - 湯山雄介（オフィス斬）
- 事務所協力 - 南田佐智絵（渡辺淳一事務所）
- 統括 - 神蔵克
- チーフプロデューサー - 大平太
- プロデューサー - 荻野哲弘 / 太田雅晴（5年D組）
- プロデューサー補 - 田上リサ、中頭千廣
- 制作協力 - 5年D組
- 製作著作 - 日本テレビ
- 衣装協力 - フォーク株式会社

#### 放送日程
| 各話                                                      | 放送日        | サブタイトル                                           | 演出     | 視聴率 |
| --------------------------------------------------------- | ------------- | ------------------------------------------------------ | -------- | ------ |
| 第1話                                                     | 2013年4月17日 | 渡辺淳一究極傑作〜無資格医背徳のメスを愛し抜く2人の女  | 猪股隆一 | 09.2%  |
| 第2話                                                     | 4月24日       | 看護師VS令嬢! 無資格医が陥る禁断の三角関係             | 猪股隆一 | 09.0%  |
| 第3話                                                     | 5月01日       | 15分拡大急展開SP! 本物の医者登場で無資格医最大の危機!! | 岩本仁志 | 09.4%  |
| 第4話                                                     | 5月08日       | 無資格医大病院へ! 裏切りと野望のキス                   | 吉野洋   | 08.3%  |
| 第5話                                                     | 5月15日       | 偽りの結婚式…母の涙に決死の心肺蘇生                    | 猪股隆一 | 08.7%  |
| 第6話                                                     | 5月22日       | 棄てた女が復讐!? 正体バラす謎の怪文書                  | 岩本仁志 | 08.1%  |
| 第7話                                                     | 5月29日       | 最後は医者らしく…無謀なオペで大失態                    | 日暮謙   | 09.4%  |
| 第8話                                                     | 6月05日       | 俺に島の恩師の命を救う資格があるか!?                   | 猪股隆一 | 09.0%  |
| 第9話                                                     | 6月12日       | 妻と胎児を救え!! 逮捕直前のラストオペ                  | 岩本仁志 | 09.6%  |
| 最終話                                                    | 6月19日       | 衝撃の結末!! 無資格医の僕が帰る場所                    | 猪股隆一 | 11.8%  |
| 平均視聴率 9.3%（視聴率は関東地区・ビデオリサーチ社調べ） |               |                                                        |          |        |

| 日本テレビ系列 水曜ドラマ                      | 日本テレビ系列 水曜ドラマ            | 日本テレビ系列 水曜ドラマ        |
| 前番組                                         | 番組名                               | 次番組                           |
| ---------------------------------------------- | ------------------------------------ | -------------------------------- |
| シェアハウスの恋人 （2013年1月16日 - 3月13日） | 雲の階段 （2013年4月17日 - 6月19日） | Woman （2013年7月3日 - 9月11日） |

## テレビドラマ（韓国版）
2006年9月18日から11月7日まで韓国・KBSにてテレビドラマを放送。全16話。主演はシン・ドンウクとハン・ジヘ。

### キャスト
- チェ・ジョンス：シン・ドンウク
- ユン・ジョンウォン：ハン・ジヘ
- イ・ユニ：イム・ジョンウン
- キム・ドホン：キム・ジョンヒョン
- ジョンウォンの父：キム・ヨンゴン
- ユニの母：イ・ミヨン
- ドホンの父：ヨン・ギュジン

### スタッフ
- 監督・演出：キム・ヨンギュ
- 脚本：キム・シヒョン、ユ・ヒョンジュ